# Filipovice (Bělá pod Pradědem)
Filipovice (něm. Philippsdorf, Philipsdorf) jsou osada, která je částí obce Bělá pod Pradědem v okrese Jeseník. Jedná se o drobnou osadu na severním svahu hory Točníku a pod kopcem Bršť na jih od středu obce.

## Historie
Filipovice byly založeny roku 1779 vratislavským biskupem Filipem II. (Philipp Gotthard von Schaffgotsch) jako osada na katastru obce Domašova, jíž byly od počátku součástí. V roce 1805 je v osadě evidováno 17 domovních čísel s 86 obyvateli. Obyvatelé osady se živili zejména zemědělstvím a dřevařstvím.
Nyní slouží především rekreaci, zejména zimní (lyžařský areál).
V roce 1961 se vesnice stala součástí obce Bělá pod Pradědem.

## Obyvatelstvo
| Rok            | 1869 | 1880 | 1890 | 1900 | 1910 | 1921 | 1930 | 1950 | 1961 | 1970 | 1980 | 1991 | 2001 | 2011 | 2021 |
| -------------- | ---- | ---- | ---- | ---- | ---- | ---- | ---- | ---- | ---- | ---- | ---- | ---- | ---- | ---- | ---- |
| Počet obyvatel | 166  | 157  | 148  | 140  | 154  | 146  | 141  | 102  | 44   | 31   | 23   | 20   | 21   | 44   | 22   |
| Počet domů     | 23   | 26   | 26   | 25   | 25   | 25   | 27   | 28   | 28   | 8    | 8    | 9    | 10   | 15   | 15   |

Ve Filipovicích je k 31.12.2021 evidováno 56 adres : 22 čísel popisných (trvalé objekty) a 34 čísla evidenční (dočasné či rekreační objekty).
Při sčítání lidu roku 2001 zde bylo napočteno 10 domů, z toho 7 trvale obydlených.

## Zajímavosti
- přírodní rezervace Filipovické louky – rašelinné louky, bohatá květena a fauna (obojživelníci)
- Filipovice leží ve Chráněné krajinné oblasti Jeseníky

## Fotogalerie

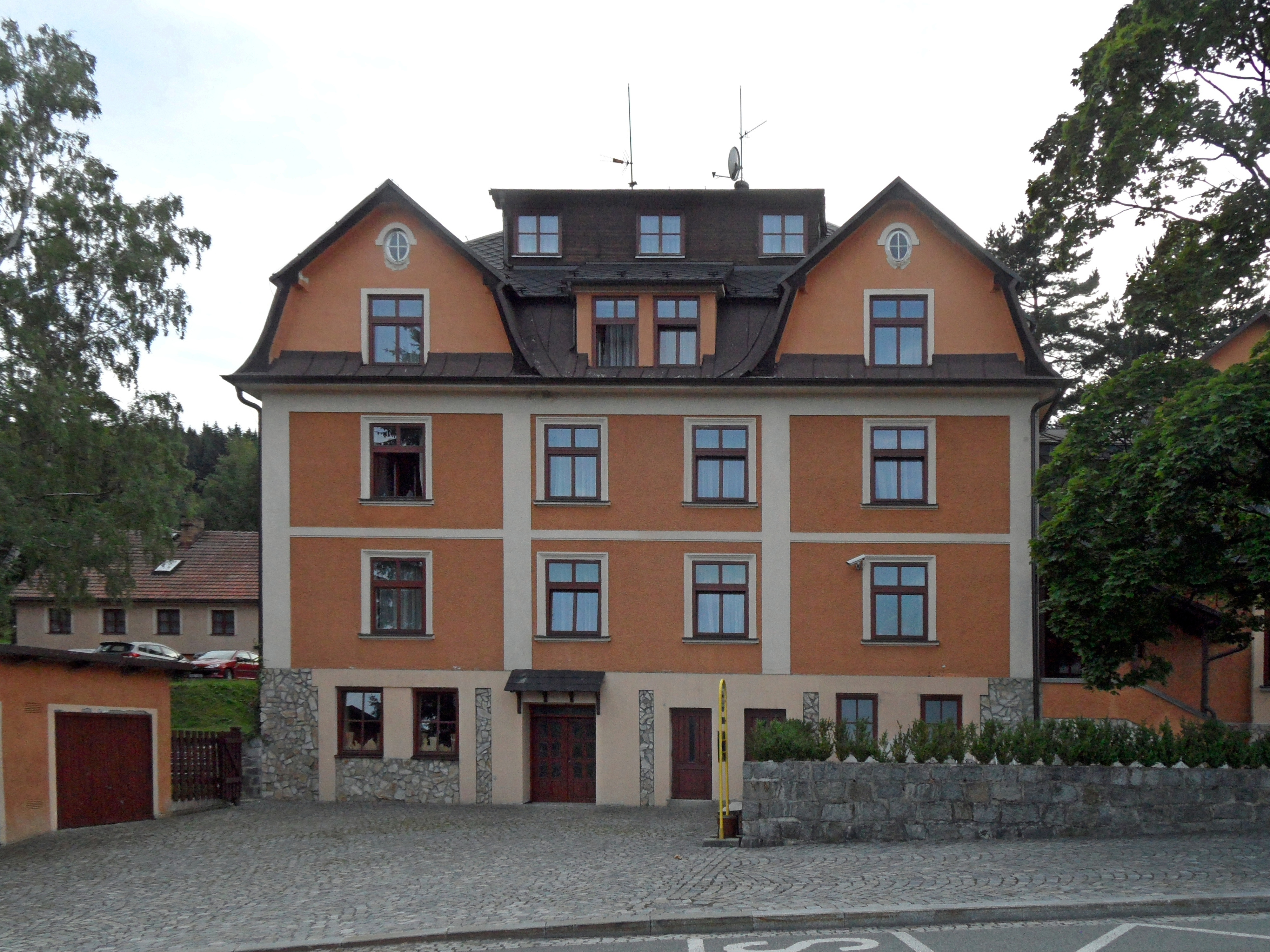
Detail hotelu Stará pošta
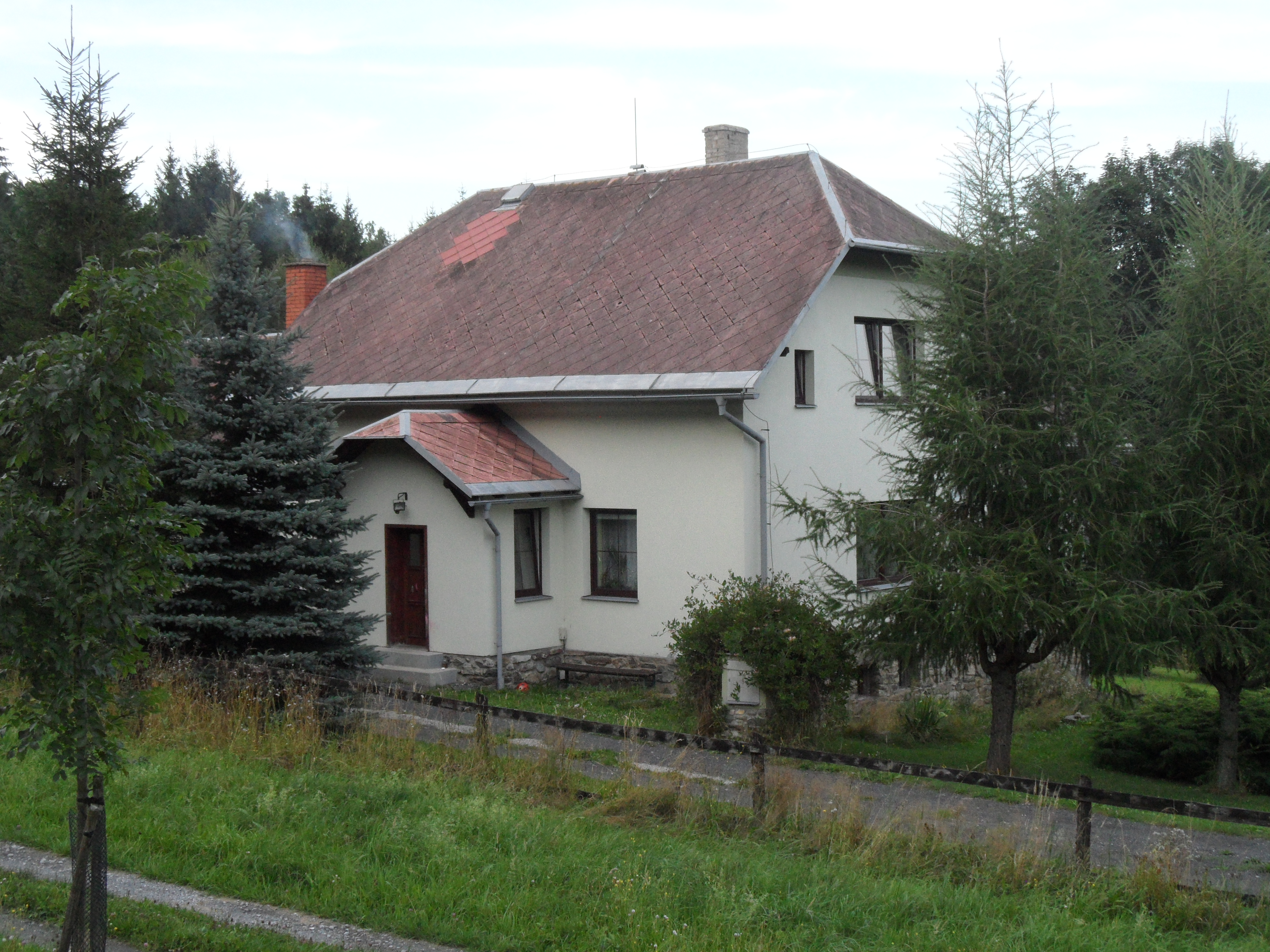
Dům u silnice
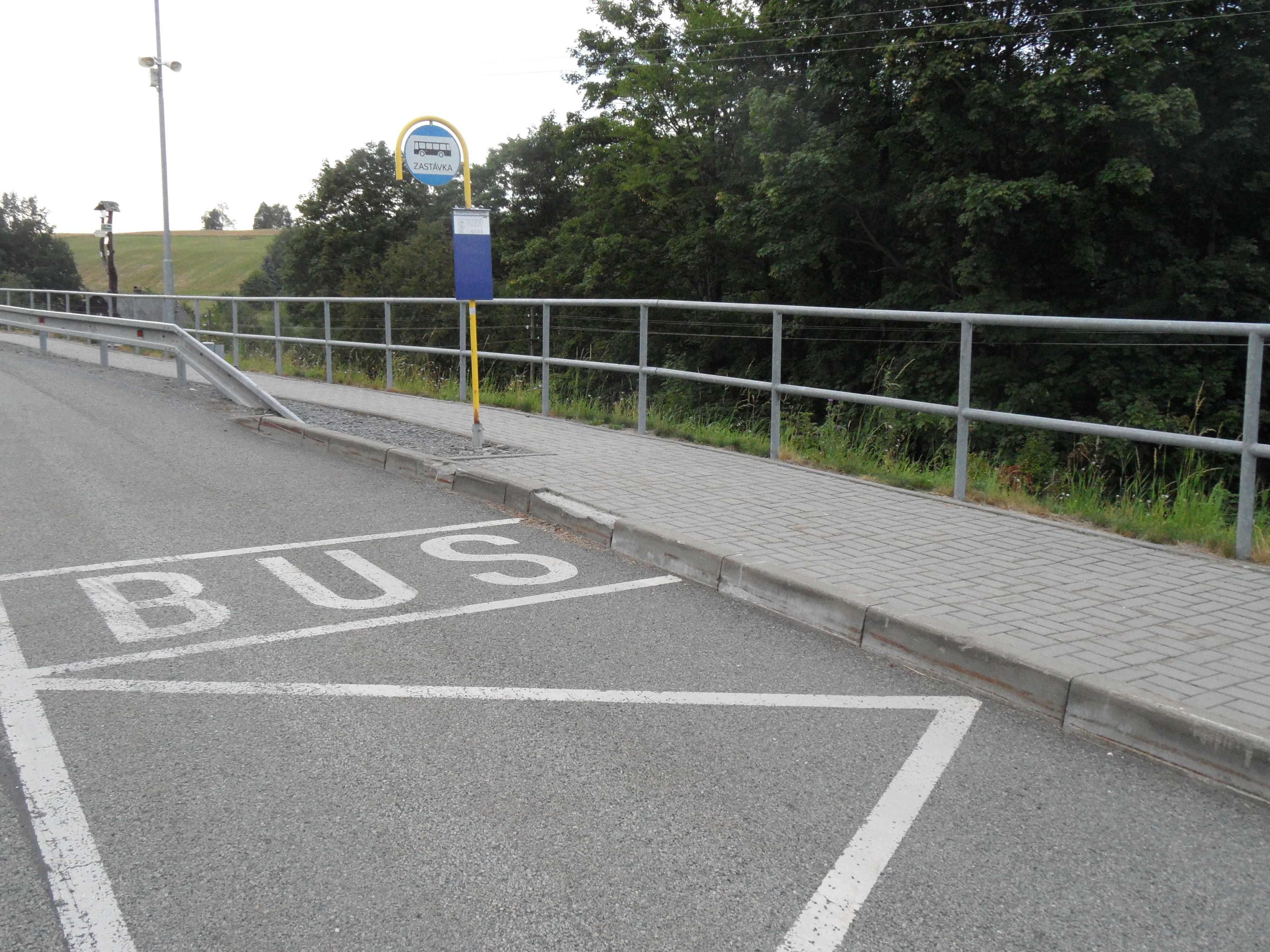
Autobusová zastávka
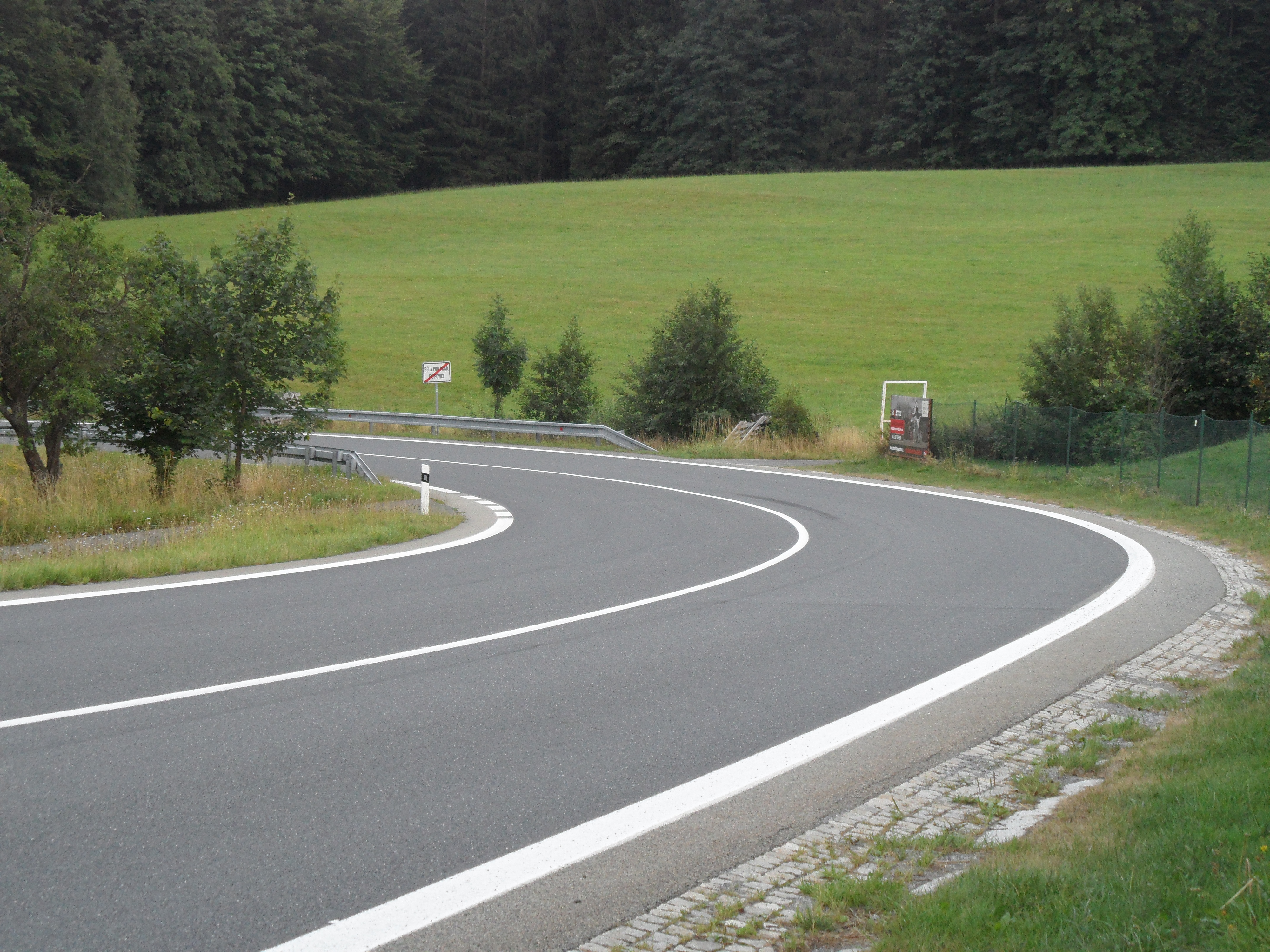
Silnice I/44, zatáčka směr Domašov
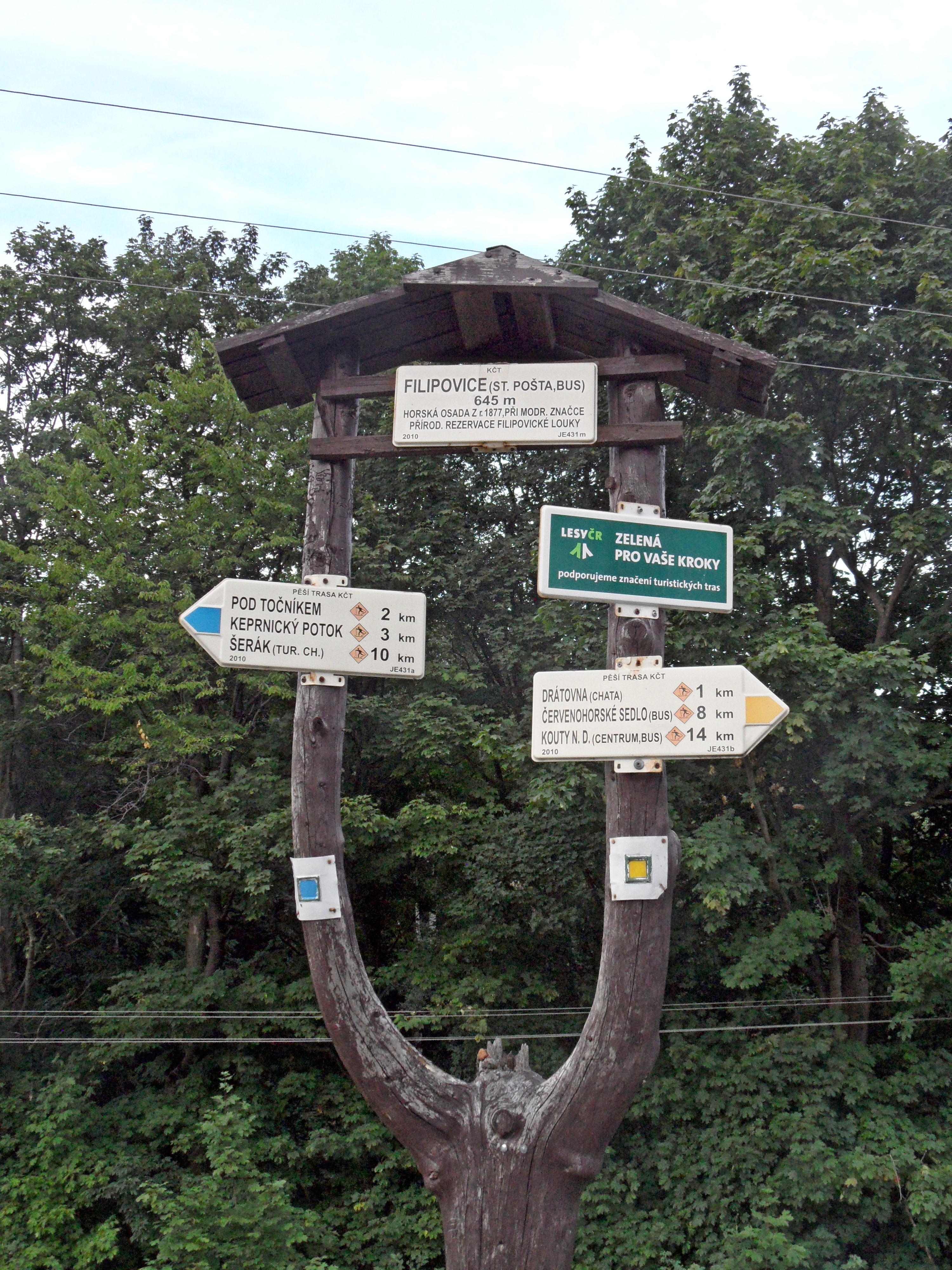
Rozcestník turistických cest